# Stołeczny Komitet Samopomocy Społecznej
Stołeczny Komitet Samopomocy Społecznej – instytucja pomocy społecznej funkcjonująca w okupowanej przez Niemców Warszawie, za zgodą władz okupacyjnych i formalnie niezależna od nich.

## Historia
Komitet został powołany do życia na zebraniu zwołanym przez prezydenta Warszawy, Stefana Starzyńskiego, 5 września 1939 na podstawie uchwały Rady Ministrów z dnia 1 września 1939 (formalnie działalność zainicjował 10 września 1939). W 1940 organizację odwiedzili delegaci Amerykańskiego Czerwonego Krzyża (z darów amerykańskich pochodziła znaczna część odzieży i obuwia wydawana potrzebującym). Działanie zakończyła 31 marca 1941, zgodnie z zarządzeniem gubernatora Ludwiga Fischera. Jej zadania i zasoby przejęła 1 kwietnia 1941 Rada Miejska Opiekuńcza (od 13 października 1941 działająca jako Polski Komitet Opiekuńczy).

## Działalność

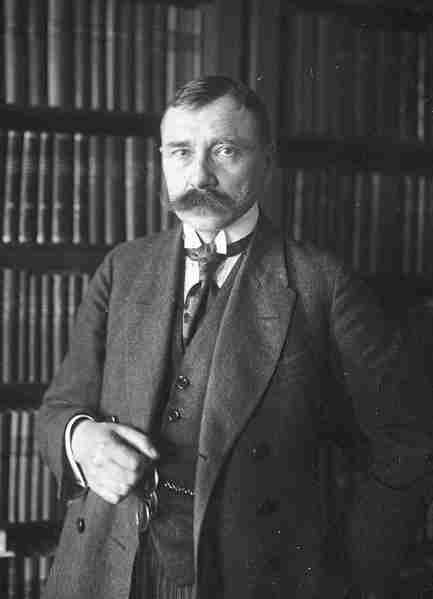
Artur Śliwiński (prezes)

Celem prac organizacji, którą kierował Artur Śliwiński, było niesienie pomocy cywilnej ludności Warszawy, w tym przede wszystkim opieka nad rodziną, dziećmi i młodzieżą, a także pomoc w ewakuacji, wsparcie sanitarne oraz zaopatrywanie ludności głównie w żywność. Komitet miał też charakter jednostki koordynującej działania schronisk dla uchodźców, punktów dystrybucji żywności, instytucji opiekuńczych i innych. Pracownicy rekrutowali się głównie ze środowisk akademickich i harcerskich.
Najważniejszą formą działania organizacji była pomoc żywnościowa: wydawanie posiłków, głównie w kuchniach i ogniskach dla dzieci oraz w internatach i żłobkach. Przez cały okres istnienia podano 26 milinów posiłków dorosłym i około 17 milionów dzieciom i młodzieży.
W skład prezydium Komitetu wchodzili Kazimierz Tyszka (prezes), Witold Chodźko, ks. Władysław Lewandowicz i prof. Jan Strzelecki (wiceprezesi). 5 września 1939, kilkanaście godzin po powołaniu na stanowisko prezesa, Tyszka nieoczekiwanie wyjechał z miasta. Jego stanowisko przejął Artur Śliwiński. Skarbnikiem był prof. Wacław Fabierkiewicz, często indagowany przez gestapo. Komitet zajmował lokal wojewódzkiego Biura Funduszu Pracy na miasto stołeczne Warszawę (ul. Świętokrzyska 25) i rozpoczął działalność z sumą 100.000 zł, co było kwotą stosunkowo niewielką do potrzeb. Sytuację poprawiła się dzięki Zarządowi Miejskiemu, który dofinansował Komitet sumą 14 milionów złotych, jak również ułatwił mu pozyskiwanie żywności, odzieży, bielizny oraz obuwia. Po reorganizacjach Komitet składał się w 1940 z Biura Prezydialnego, sekcji: Organów Terytorialnych, Finansowej, Zaopatrywania, Transportowej, Kuchennej, Zdrowia, Odzieżowej, Opieki na Dziećmi i Młodzieżą, Spraw Pracy i Komisji Opieki nad Wysiedlonymi. Liczba komitetów okręgowych wynosiła w końcu 1939 dwanaście. Na początku 1941 zamieniono je na jednoosobowo kierowane biura okręgów samopomocy społecznej. Funkcjonowali tam opiekunowie okręgowi, rejonowi, blokowi i domowi. Organizacja współdziałała z Ośrodkami Zdrowia i Opieki.